# 李叔蕃
李 叔蕃（イ・スクポン、1373年 - 1440年）は、李氏朝鮮初期の官僚。本貫は安城李氏。

## 生涯
1393年に文科に及第し官僚となる。1398年の第一次王子の乱より李芳遠（太宗）の腹心となり、1400年の第二次王子の乱、1402年の趙思義の乱の平定に活躍した。
1413年に兵曹判書、翌年に判議政府事、1415年に安城府院君に封じられるなど要職を歴任したが、性格は傲岸不遜でその上に太宗の寵を誇ったため、周囲の反発を買って弾劾を受け失脚、ついには1417年に流刑となった。
世宗が『竜飛御天歌』を編纂するにあたって、先王の故事に詳しいと宮中に召しだされたが、聴取後には再び流刑地へ送還された。